# 紀伊山地的聖地及朝聖路
紀伊山地的聖地及朝聖路是聯合國教科文組織所登錄的世界遺產。此遺產包括了橫跨日本和歌山縣、奈良縣及三重縣的寺院及參拜路線（熊野古道、高野山町石道及峰奧駈道），是全世界僅有的五處與「道路」相關的世界遺產。（另四處分別為秘魯、玻利維亞、厄瓜多、哥倫比亞、智利、阿根廷的世界遺產「印加路網」，西班牙的世界遺產“圣雅各之路”，法國的世界遺產「法国的圣地亚哥-德孔波斯特拉之路」，以及中国大陸、哈萨克和吉尔吉斯共同拥有的世界遗产“丝绸之路：长安－天山廊道的路网”）。

## 概要
此遺跡的主體是由高野山、吉野山及金峰山三個靈場所構成。自古以來，這三座山就是山岳信仰的聖地。平安時代，真言宗的創立者空海大師跟隨遣唐使到中國習佛，學成歸國後就在此地創教建寺，即金剛峰寺。
傳說吉野山的修行者役小角是因受到「藏王權現」的感召在該處建立金峰山寺，所謂「藏王權現」，是指佛教密宗裡的神祇形象（即釋迦如來、千手觀音與彌勒佛，但形象與一般認知不同）。紀伊山地約在6世紀中成為真言宗的山岳修行場，更在10-11世紀時，由希望能夠藉修行取得超自然能力的人建立了修驗道的修行場。此外，在9-10世紀時在日本廣泛傳播的「神佛習合」思想，也就是將日本古代神祇轉化為佛教神祇的一種思想，也在此處建立了一些聖地。
另外，由於11世紀左右日本流行的「末法思想」（指如果佛教衰敗，世界也將滅亡），希望藉由修行能在死後到達西方淨土的「淨土宗」也跟著興起。可能是由於紀伊半島深山及斷崖緊鄰的自然景觀，使部分的人認為紀伊山地就是所謂的「淨土」，使得此地也有部分淨土宗的寺廟。
紀伊山地的各寺院高僧輩出，所以很快成為日本重要的佛教聖地，歷代天皇與將軍紛紛到訪參拜與賞櫻。另外，埋葬在此的人也很多。而因為此地的信仰非常多樣化，由各地前往參拜的信徒絡繹不絕，他們所走的道路即是今日的熊野古道。它連接了高野山及附近的各個靈地，形成大面積的宗教靈地。其中高野山海拔高度約800公尺，為日本密教真言宗的重鎮。

## 登錄基準
紀伊山地的聖地及朝聖路因為符合下列標準，在2004年7月1日被登錄為世界文化遺產：
- (ii) 通過建築或技術、有紀念意義的藝術品、城市規劃或景觀設計，展現了在一段時期內或在一個文化區域中進行的有重要意義的人文價值的交流。
- (iii) 獨一無二或至少是非常特別地代表了一種文化傳統或是一種現存或已經滅絕的文明。
- (iv) 突出地代表了某一類建築或技術的，並且展示了人類歷史上的某一段或幾段非常重要的時期。
- (vi) 直接或明確地同某些具有突出的、普世的價值的事件、現實的傳統、思想、信仰、文化作品或文藝作品相聯繫。

## 遺產範圍
標有※標記表示非世界遺產，但為本區域／道路所連接的著名景點。本遺產佔地約44.8公頃。

### 吉野‧大峰

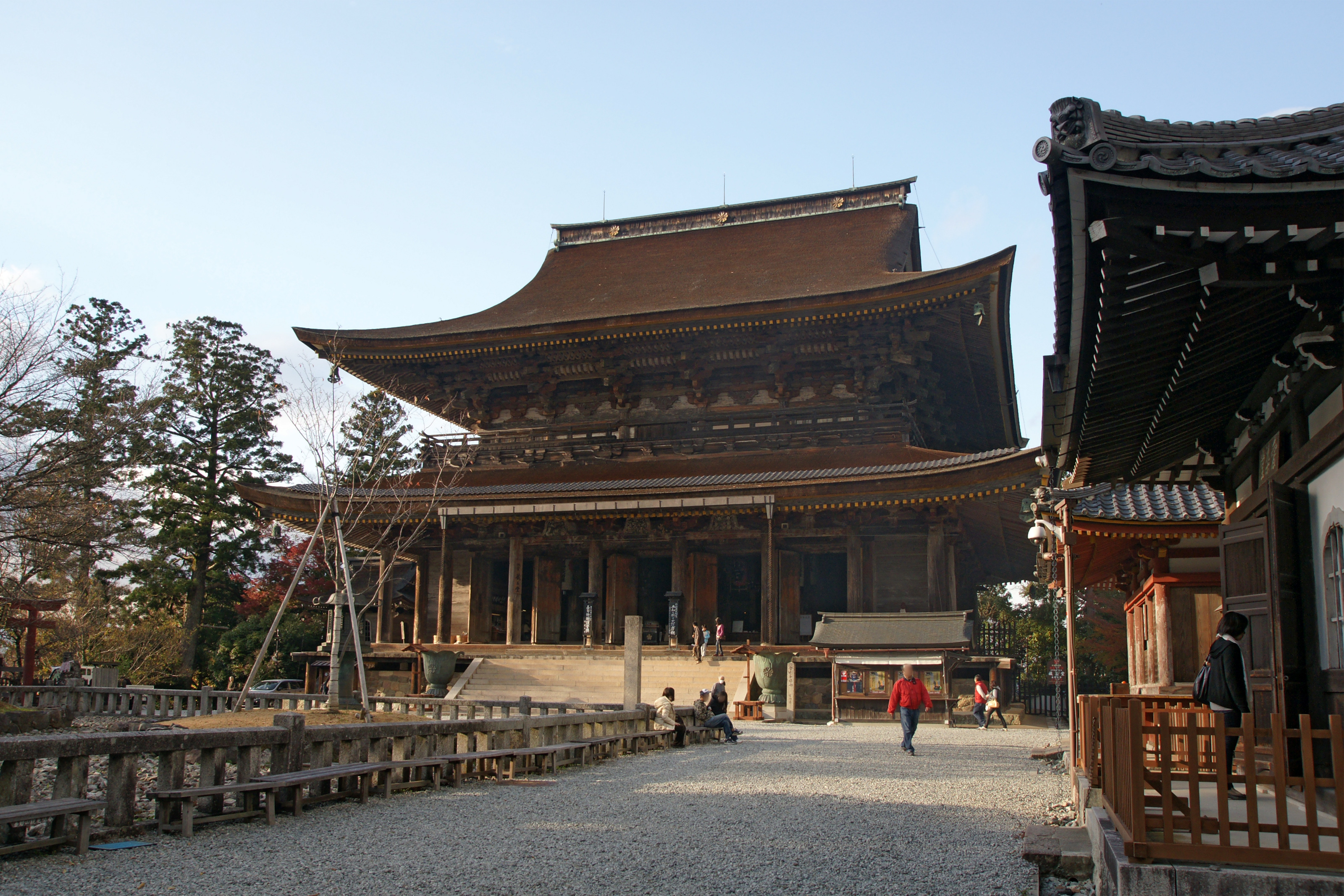
金峰山寺

- 吉野山（奈良縣吉野郡吉野町）
  - 金峰山寺
  - 吉野水分神社
  - 金峰神社
  - 吉水神社
  - 銅鳥居※
- 大峰山（奈良縣吉野郡天川村）
  - 大峰山寺
  - 大峯山龍泉寺※

### 熊野
- 熊野三山
  - 熊野速玉大社（和歌山縣新宮市）
  - 熊野本宮大社（和歌山縣田邊市本宮町）

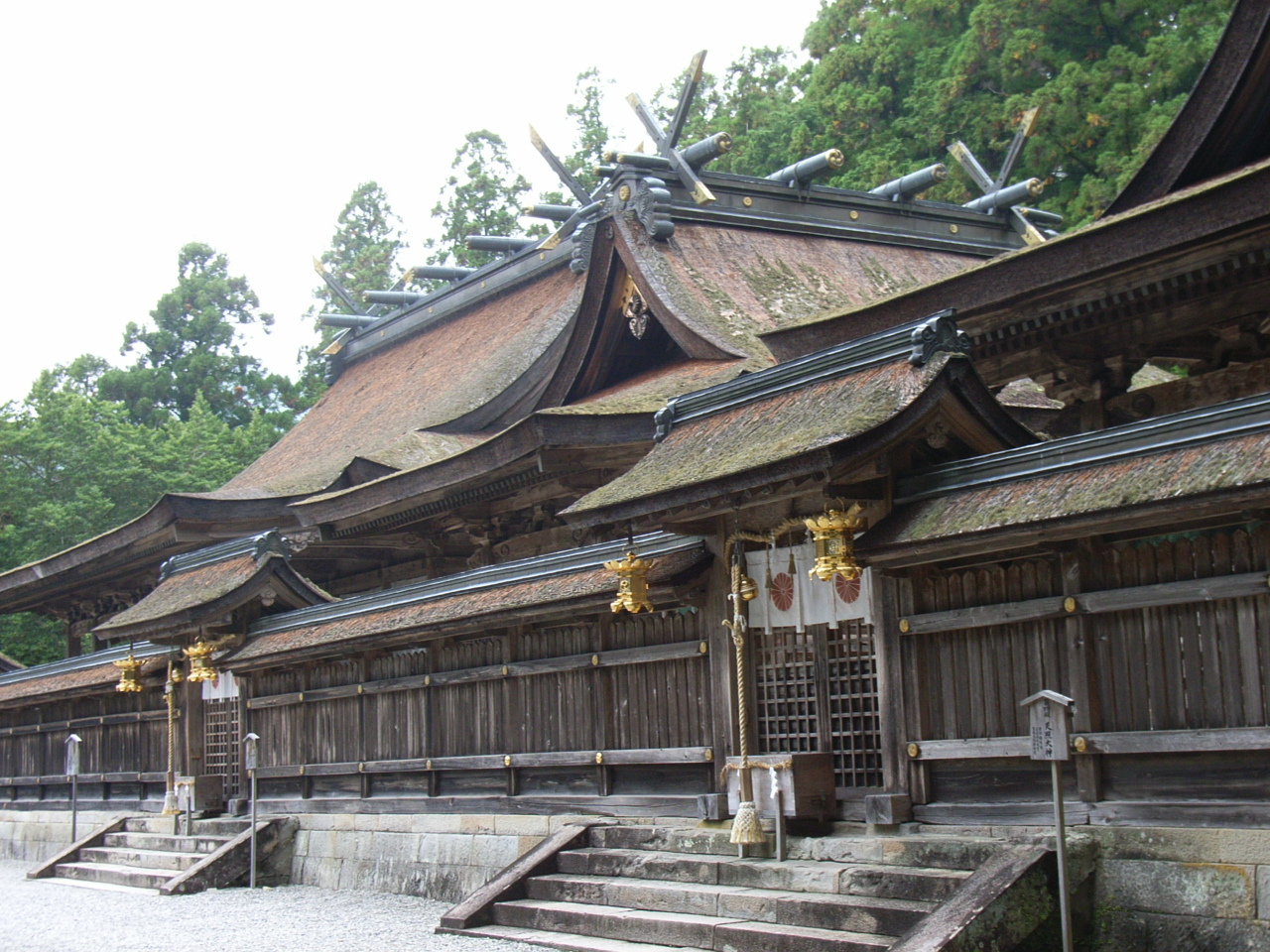
熊野本宮大社

  - 熊野那智大社（和歌山縣東牟婁郡那智勝浦町）
- 那智大瀑布
- 青岸渡寺
- 補陀洛山寺
- 鬪雞神社（和歌山縣田邊市）
- 阿須賀神社（和歌山縣新宮市）
- 那智原生樹林

### 高野山

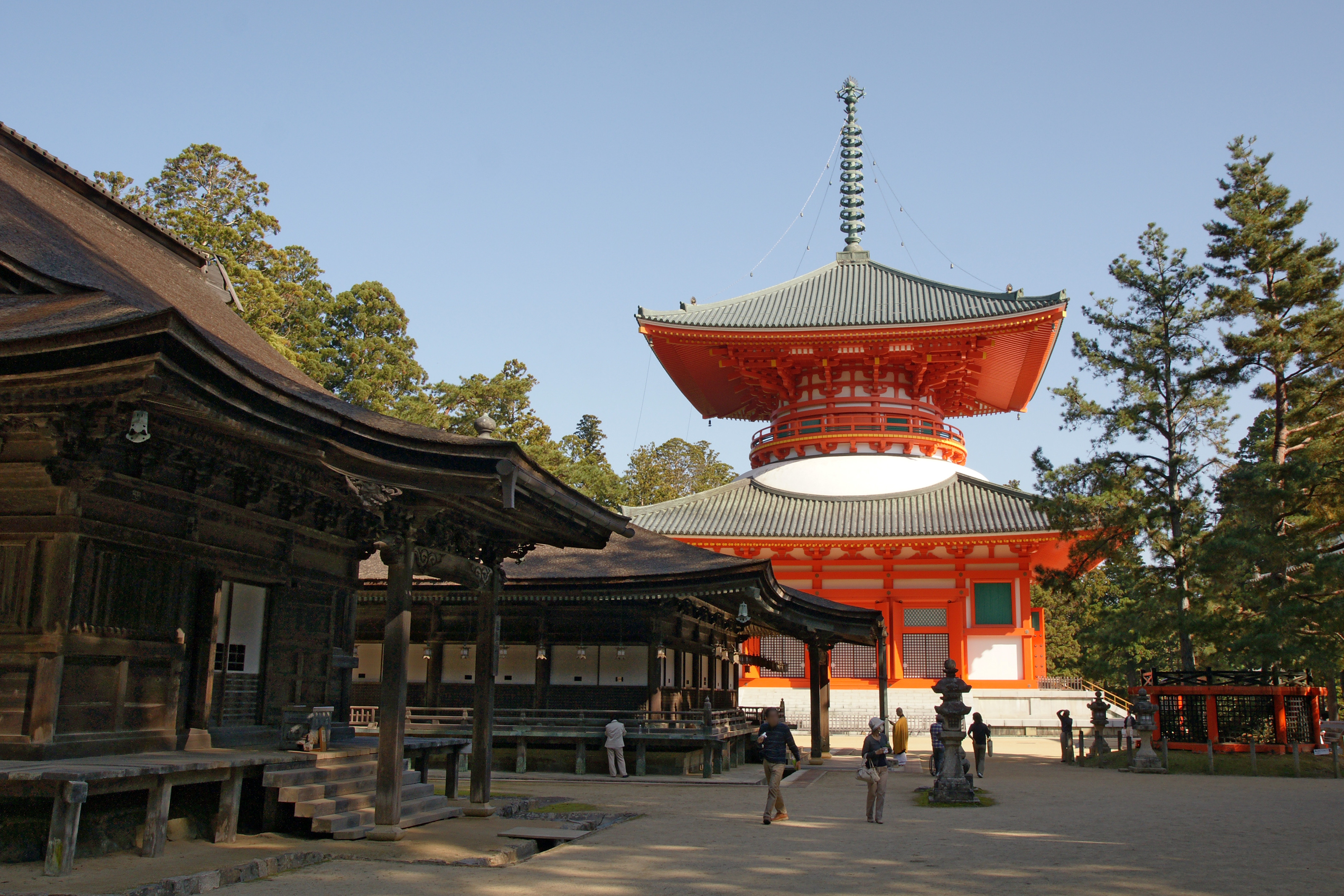
高野山

- 高野山（和歌山縣伊都郡高野町）
  - 金剛峰寺
  - 金剛三昧院
- 慈尊院（和歌山縣伊都郡九度山町）
- 丹生官省符神社
- 丹生都比賣神社（和歌山縣伊都郡葛城町）

### 朝聖道（熊野古道）
- 大峰奧駈道（吉野・大峰－熊野三山，約140km）
  - 彌山（奈良縣吉野郡天川村）※
  - 玉置神社（奈良縣吉野郡十津川村）
- 小邊路（高野山－熊野三山，約70km）
- 中邊路（田邊－熊野三山）
  - 小雲取越道（請川－小口，約12.6km）
  - 大雲取越道（小口－那智山，約14.2km）
  - 大日越（湯之峰溫泉－大齋原，約2.2km）
  - 赤木越（船玉神社－湯之峰溫泉，約12.6km）
- 大邊路（日语：大辺路）（田邊－串本-熊野三山，約120km）
- 伊勢路（日语：伊勢路 (熊野古道)）（伊勢神宮－熊野三山，約160km）

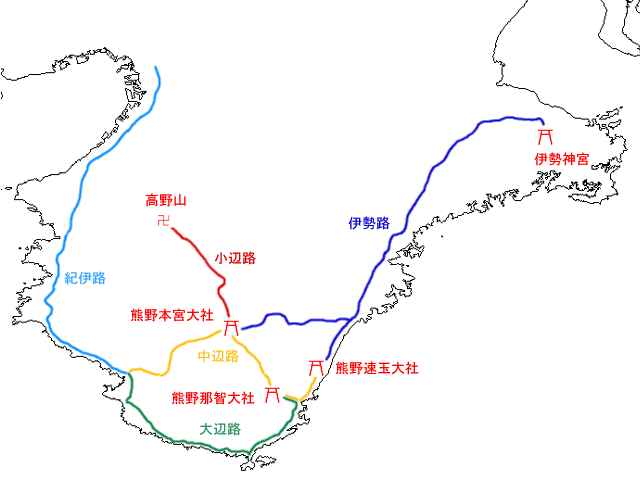
紀伊山地的聖地及朝聖路示意圖

- 高野山町石道（金剛峰寺－慈尊院）
- 紀伊路（日语：紀伊路）（大阪－田邊）※

## 外部連結
- 紀伊山地的聖地及朝聖路（和歌山縣官方網頁） （页面存档备份，存于）